# Patellapis albipilata
Patellapis albipilata là một loài Hymenoptera trong họ Halictidae. Loài này được Walker mô tả khoa học năm 1996.

## Hình ảnh

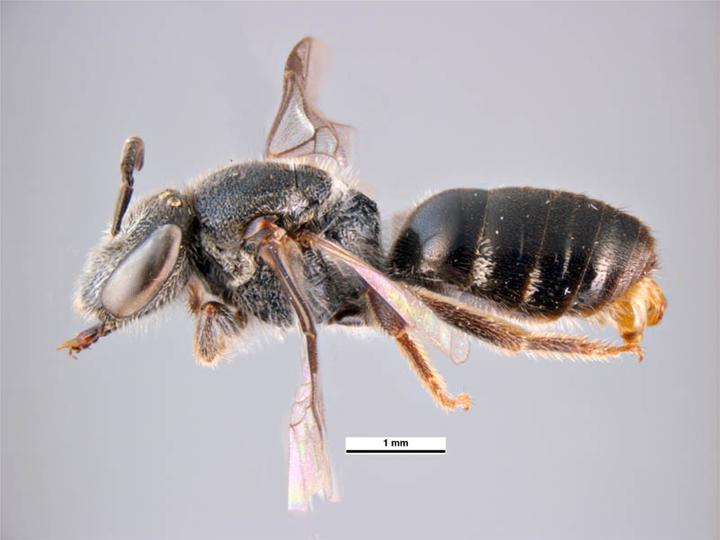